# Votivhacke
Die Votivhacke aus Kalkstein ist ein Artefakt, das in mehreren Exemplaren in portugiesischen Grotten (Grotten von Cascais) und Megalithanlagen (Anta da Estria, Baútas Carenque, Palmela 1, Samarra und S. Martinho de Sintra – die meisten westlich von Lissabon) komplett oder in Bruchstücken – gefunden wurde.
Das Vorbild der iberischen Votivhacke ist die an einen Holzschaft angebundenes Dechsel. Die Anbindung der steinernen Hacke an den hölzernen Schaft ist durch 5 bis 6 parallele Rillen erkennbar. Die Trennstelle von Hacke und Schaft wird bei mehreren Stücken durch einen kleinen Absatz betont. Der Absatz auf der Rückseite des Stieles diente einer zusätzlichen Befestigung durch eine von der Hackenspitze zu diesem gezogene Schnur, eine Annahme, die für Georg und Vera Leisner durch ägyptische Darstellungen belegt wird. Eine derartige Schäftung ist bei den meisten großen, teils gebogenen Flachhacken anzunehmen, wie sie in Aljezur häufig sind, in der übrigen Algarve auftreten (Marcella) und im Tejogebiet vorkommen (Casainhos, Casal do Penedo, Conchadas, Palmela und Trigache).